# Municipio di Poznań
Il Municipio di Poznań (in polacco Ratusz w Poznaniu) è un edificio sito nella piazza del mercato vecchio (Stary Rynek) a Poznań. Il municipio ha una torre alta 61 m. L'edificio rappresenta uno degli esempi più significativi di stile rinascimentale dell'Europa centrale.

## Storia e descrizione

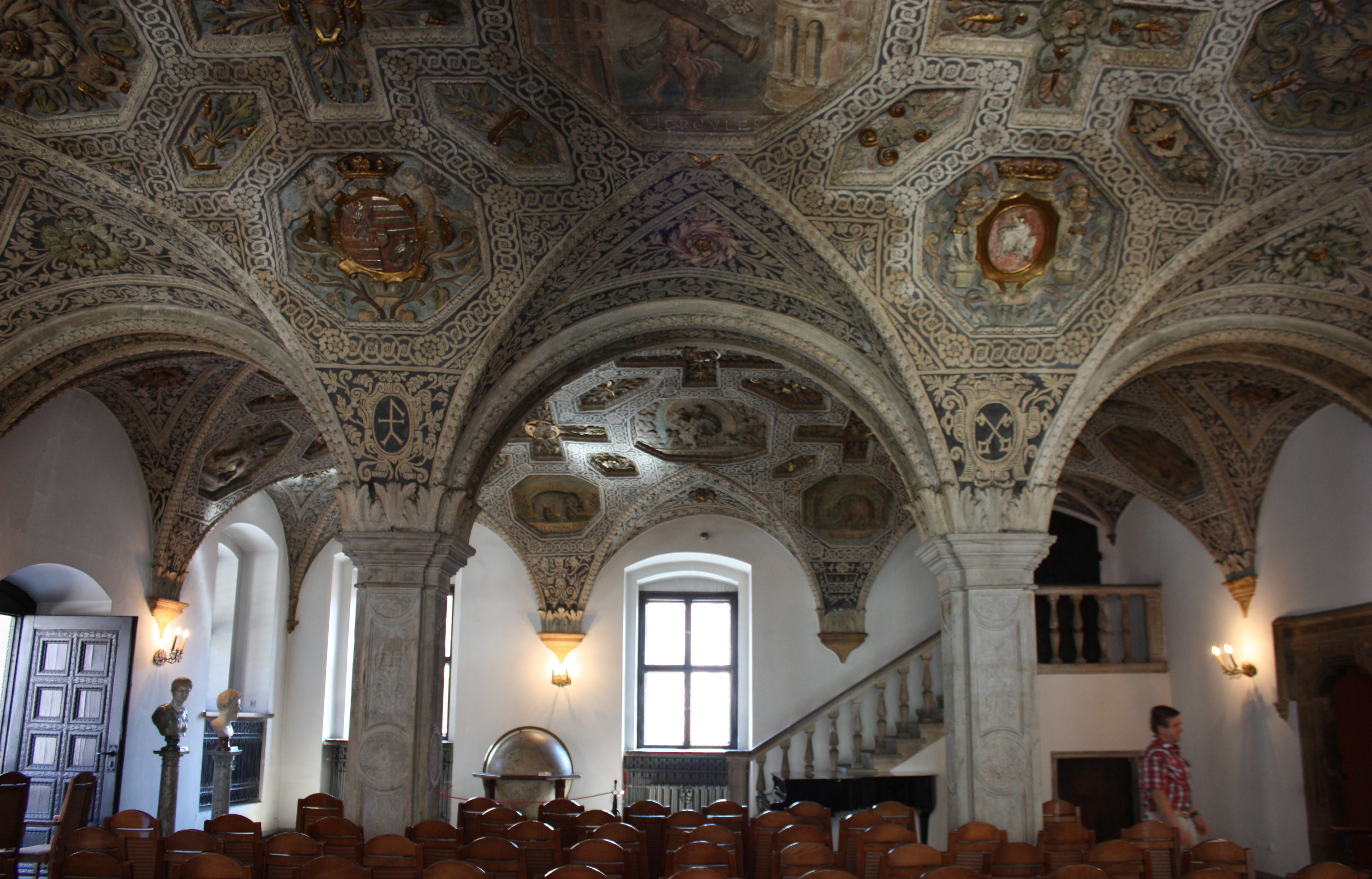
La Sala Renesansów.

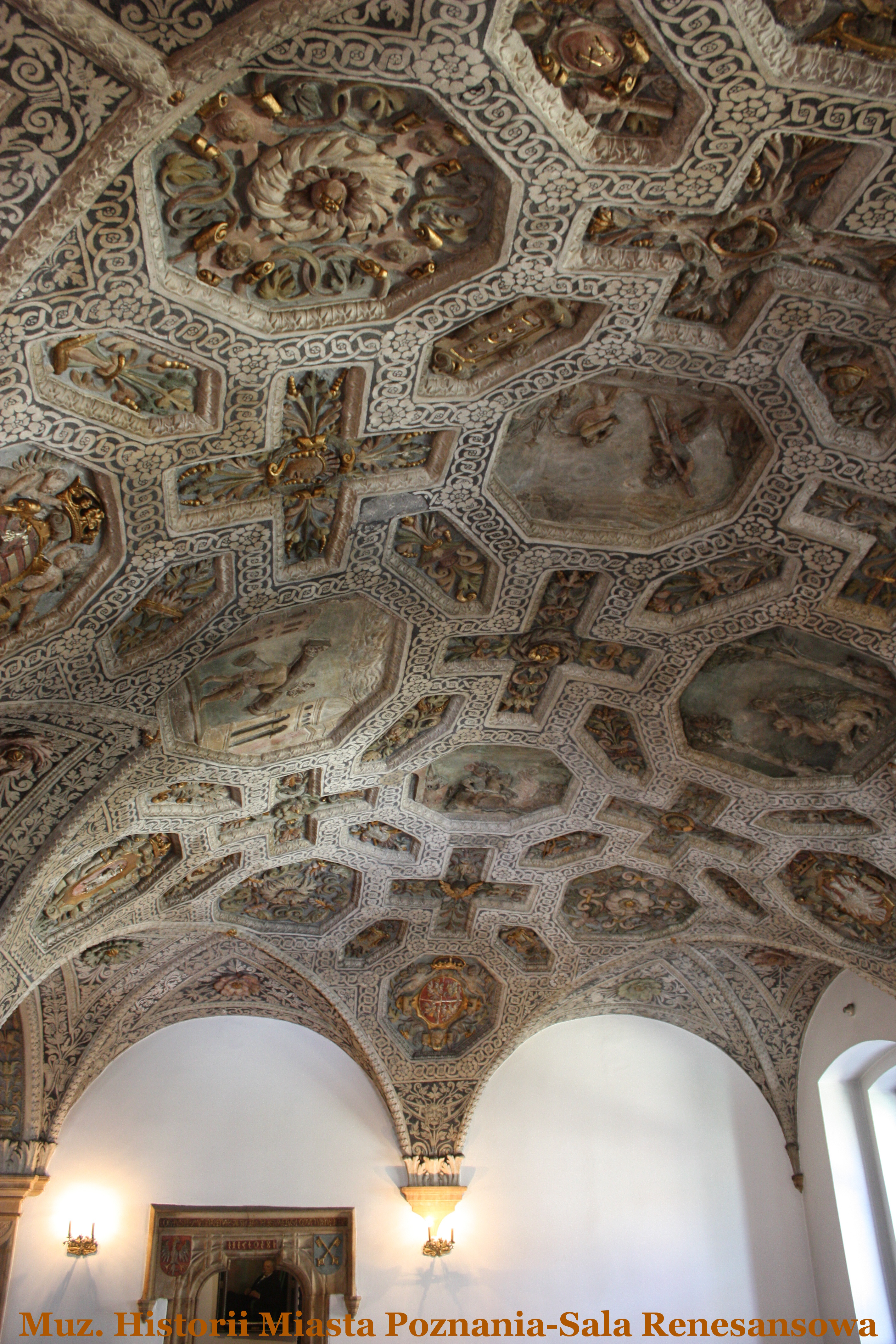
Volta della Sala Renesansów.

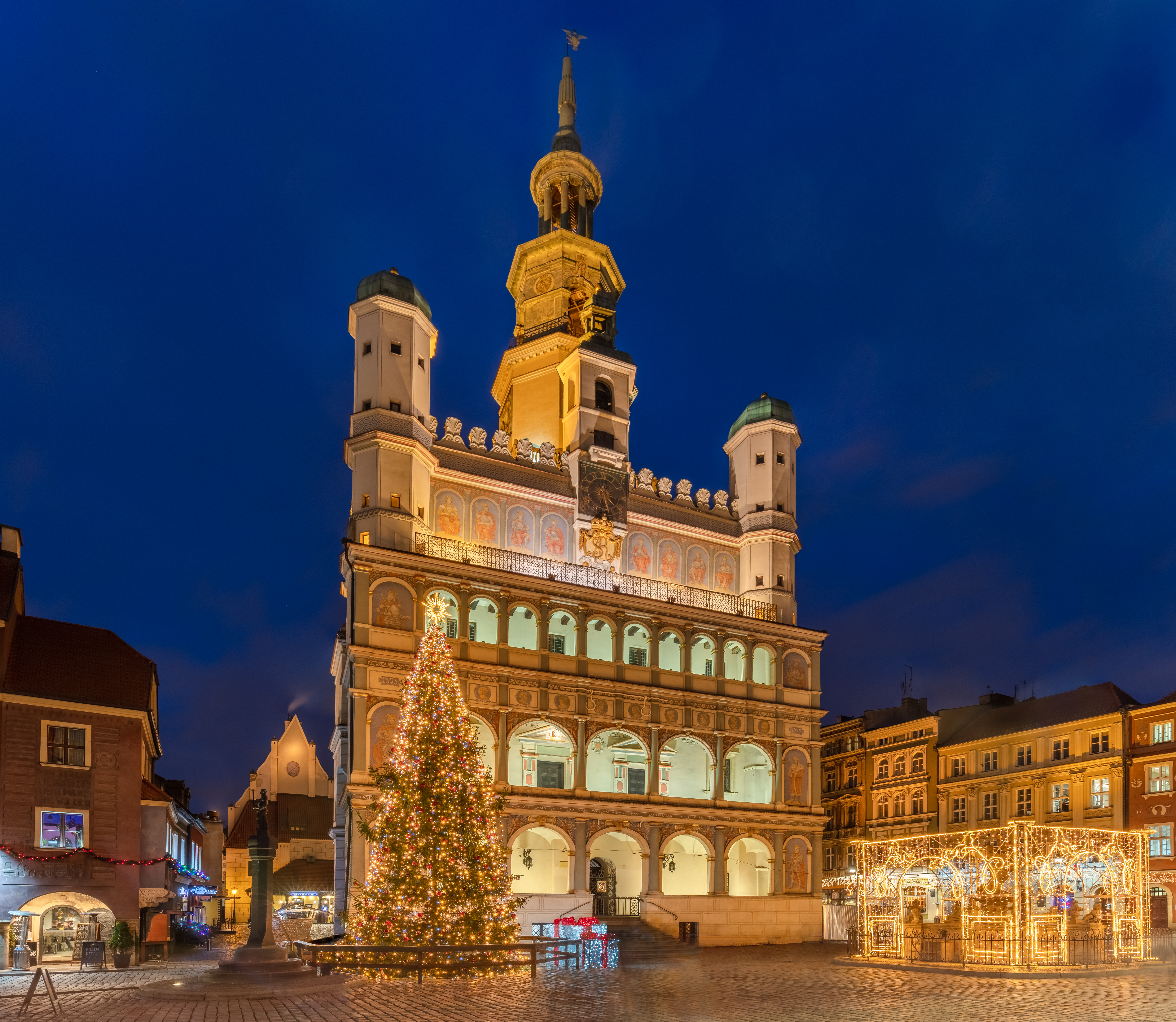
Il municipio di notte

Prima di tale opera, vi era un altro edificio in stile gotico eretto verso il 1310 che venne distrutto nell'incendio che coinvolse gran parte di Poznań agli inizi del XVI secolo.
L'architetto svizzero Giovanni Battista di Quadro realizzò l'odierno edificio nel decennio che va dal 1550. La parte quadrata della torre risale all'edificio medievale, poi venne sopraelevata dal Quadro, e poi ancora nel XVIII secolo. Ad essa è stata aggiunta, in cima alla guglia, lo stemma della Polonia: l'aquila coronata. Oggi misura 61 metri d'altezza. Nella parte orientale dell'edificio è la facciata principale, inquadrata da torrione angolari e aperta da tre ordini di arcate. Sopra domina l'attico decorato con figure allegoriche e lo stemma degli Jagelloni. Corona il tutto una serie di frontoncini rinascimentali. Ha svolto la funzione di municipio sino al 1939, per poi essere adibito a museo sulla storia della città.

### L'orologio
Nella parte orientale del municipio vi è un orologio. Sopra lo stesso vi sono due feritoie dalle quali, a mezzogiorno, un meccanismo automatico fa uscire due capre in metallo che si scontrano per dodici volte. Tale rappresentazione è in onore ad un fatto realmente avvenuto il giorno dell'inaugurazione dell'orologio: i due animali, destinati al macello, si scontrarono nella piazza suscitando l'ilarità dei cittadini accorsi per i festeggiamenti. Si decise, pertanto, di ricordare tale fatto facendo le opportune modifiche all'orologio per inserire tale meccanismo.

### L'interno
L'interno dell'edificio conserva ancora le stanze originali, in gran parte gotiche. Spicca, al primo piano, la grande sala del Consiglio, detta Sala Renesansów (Sala del Rinascimento), del 1555, con la fastosa volta decorata da stemmi e graffiti sostenuta da pilastri. Tutto il palazzo ospita il Muzeum Historyczne Miasta Poznania (Museo Storico della città).

#### I sotterranei
I sotterranei sono l'unica cosa sopravvissuta dall'incendio che devastò il precedente edificio. In stile gotico, ospitarono delle attività commerciali e successivamente furono adibite a prigione.